# Pontificia facoltà di scienze dell'educazione Auxilium
La Pontificia facoltà di scienze dell'educazione "Auxilium" è una facoltà ecclesiastica della Chiesa cattolica civilmente riconosciuta dallo Stato italiano. Essa, canonicamente eretta dalla Santa Sede secondo le disposizioni per le università pontificie, promuove la ricerca e gli studi concernenti l’educazione.

## Storia
Sorse a Torino nel 1970, tuttavia, le sue origini risalgono al 1954, quando le Figlie di Maria Ausiliatrice fondarono l'Istituto internazionale superiore di pedagogia e di scienze religiose. Il percorso di studi fu inizialmente della durata di due anni, successivamente prolungato a tre, e poi a quattro anni. In tal modo l'istituto superiore assunse il proprio carattere universitario. Nel 1955, vi fu annessa la scuola internazionale di servizio sociale, anch'essa con un curricolo di studio di quattro anni. Nel 1956 entrambe le istituzioni ottennero il riconoscimento dalla Sacra congregazione dei religiosi. Il 31 gennaio 1966 fu incorporato con un decreto della Santa Sede nell'Istituto superiore di pedagogia del Pontificio ateneo salesiano (in seguito, università pontificia salesiana).
Le specializzazioni in aree disciplinari differenti ma unitarie nella concezione di educazione, precorrendo i tempi, fecero emergere profili professionali quali: l'orientatore pedagogico, lo psicologo scolastico e il dirigente di movimenti catechistici.
Nel 1970 furono ridefiniti i legami con il Pontificio ateneo salesiano: dalla precedente incorporazione, si passò ad una consociazione; poté dotarsi di propri statuti e divenire Pontificia facoltà di scienze dell'educazione, con tre cicli accademici di studio. Nel 1978 la sede della facoltà fu trasferita a Roma e introducendo "Auxilium" nella propria denominazione.
Il 2 novembre 2021 papa Francesco, ricevendo in udienza il sostituto per gli Affari Generali della Segreteria di Stato Edgar Peña Parra, ha approvato la proposta di concedere il titolo di gran cancelliere della Pontificia facoltà alla superiora generale delle Figlie di Maria Ausiliatrice.

## Biblioteca
La biblioteca, denominata "Paolo VI", dispone di 108 000 volumi inerenti agli ambiti disciplinari delle scienze dell'educazione, con un'attenzione particolare alla tematica della donna, in lingua italiana e straniera. È dotata di quattro sale di lettura con un'ottantina di posti per la consultazione del catalogo elettronico. Nel 1992 entra a far parte dell'Associazione Urbe (Unione romana biblioteche ecclesiastiche), istituita nel 1991 per l'informatizzazione del catalogo e la collaborazione fra università e facoltà pontificie.

## Rivista
Fondata nel 1963 come Rivista di pedagogia e scienze religiose, mantenne tale denominazione fino al 1973, anno in cui mutò in Rivista di scienze dell'educazione. La rivista, pubblicata a cadenza quadrimestrale, è l'organo ufficiale della facoltà e dispone due collane: "Il Prisma" e "Orizzonti".

## Presidi
- Ernestina Marchisa (1971-1980)
- Gertrud Stickler (1980-1983)
- Antonia Colombo (1983-1989)
- Enrica Rosanna (1989-1998)
- Bianca Torazza (1998-2004)
- Ausilia Chang Hiang-Chu (2004-2010)
- Giuseppina Del Core (2010-2019)
- Piera Silvia Ruffinatto (dal 2019)[3]

## Gran cancellieri
- Pascual Chávez Villanueva (2002-2014)
- Ángel Fernández Artime (2014-2 novembre 2021)
- Chiara Cazzuola, dal 2 novembre 2021

## Vice gran cancellieri
- Ersilia Canta (1971-1981)
- Rosetta Marchese (1981-1984)
- Marinella Castagno (1984-1996)
- Antonia Colombo (1996-2008)
- Yvonne Reungoat (2008-5 ottobre 2021)
- Chiara Cazzuola (5 ottobre - 2 novembre 2021)